# Metallura aeneocauda
Metalura-escamoso ou metaluro-escamoso (Metallura aeneocauda) é uma espécie de ave da família Trochilidae (beija-flores).
Pode ser encontrada nos seguintes países: Bolívia e Peru.
Os seus habitats naturais são: regiões subtropicais ou tropicais húmidas de alta altitude.